# Uí Fiachrach Aidhne
Uí Fhiachrach Aidhne (connu également sous le nom de Hy Fiachrach est un royaume localisé dans le sud de  l'actuel  comté de Galway en Irlande.

## Situation
L'autre désignation de ce territoire est Maigh Aidhne (c'est-à-dire la plaine d'Aidhne), Maigh nAidhne, devient ensuite Uí Fhiachrach Aidhne en prenant le nom de la dynastie. Localisé dans l'actuel sud du comté de Galway, le territoire d'Aidhne correspond à l'étendue de l'actuel diocèse de Kilmacduagh. Il est limité  à l'ouest par le loch Lurgain (baie de Galway) et le
district de Burren dans le comté de Clare. Ce même comté de Clare constitue aussi la limite sud et sud-est d'Aidhne qui est à l'est limité par les collines de Slieve Aughty (en), qui séparent les domaines des Uí Fhiachrach Aidhne des Uí Maine. Au nord-est   Aidhne est frontalier avec les plaines des Uí Mhaine et au nord avec le Maigh Mucruimhe (la région qui entoure Athenry), au nord-ouest par la paroisse de Maree qui se trouve dans le territoire des Uí Briúin Seóla.

## Origines légendaire
Connue à l'origine sous le nom de  Aidhne, la région est réputée avoir été occupée par les mythiques Fir Bolg. Le Leabhar na nGenealach (en) de Dubhaltach Mac Fhirbhisigh établit que les Tuath mhac nUmhoir sous la conduite de leur chef Conall Caol, fils de Aonghus mac Úmhór (en). Connall est tué en 195 en lors de la bataille
Cath Maige Mucrama (en), et son corps est rapporté à Aidhne où il est inhumé sous un  leacht renommé Carn Connell,  site d'un important combat quelques siècles plus tard.

## Histoire
Au début de la période historique les Aidni une branche des Uí Fiachrach apparaît comme le tuath régnant sur cette partie du 
Connacht le « Desceirt Connacht » soit le Connacht du sud. Ils prétendent être issus d'Eochu (?) fils putatif de l'Ard ri Erenn mythique Dathí et frère de Ailill Molt  et de Fiachnae ancêtre éponyme des Uí Fiachrach Muaidhe. Après avoir rivalisé au VIIe siècle avec les autres septs, au   VIIIe siècle le pouvoir des rois est grandement réduit, et après Fergal Aidni mac Artgaile (mort en 696) ils deviennent des vassaux mineurs des  roi de Connacht. L'invasion  Anglo-Normande les placent sous la domination des Burke de Clanricard. Les septs des Uí Fhiachrach Aidne sont : Ua hEidhin (O'Heyne), Ua Cleireach (O' Cleary), Ua Seachnasach (O' Shaughnessy), Ua Cathail ( O' Cahill), Mac Giolla Ceallaigh (Kilkelly).

### Généalogie
Selon le manuscrit de Rawlinson B 502 la généalogie des Uí Fiachrach Aidne s'établit comme suit:   
Gilla Cellaich m. Comaltáin m. Máel Chéir m. Máel Fábaill m. Cléirich m. Cétadaich m. Cummascaich m. Cathmoga m. Torptha m. Fergaile m. Arttgaile m. Guaire Aidne m. Colmáin m. Cobthaigh m. Gabráin m. Conaill m. Éogain m. Nath Í m. Fiachach m. Echach Mugmedóin.
```
  Eochaid Bric
   |
   |
   Eogan
   |
   |
   Conall
   |
   |____________
   |          
   |          
   Gabran Goibnenn, fl. 538.
   |
   |
   Cobthach
   |
   |
   
Colmán
, († 622)
   |
   |_____________________________________
   |                                   |
   |                                   |
   
Laidgnen/Loingsech
, († 655)         
Guaire Aidni
, († 663)
                                       |
   ____________________________________|
   |                                   |
   |                                   |
   
Muirchertach Nár
, († 668)          Artgal
                                       |
                                       |
                                       
Fergal Aidne
, († 696)
```

## Articles liés
- Uí Fiachrach
- Uí Fiachrach Muaidhe
- Liste des rois de Connacht

## Lien Externe
- (en) Ui Fiachrach Aidne at Ireland's History in Maps